# Anglikansk tillämpning

Canterburykorset är en symbol för katoliker som firar den anglikanska tillämpningen

Anglikansk tillämpning (engelska: Anglican Use) är en form av liturgi som återfinns inom Book of Divine Worship tillåten 1980 av pastoralprovisionen under påve Johannes Paulus II för katolska församlingar i engelsktalande länder, för tidigare medlemmar av anglikanska kyrkogemenskapen som konverterade till den romersk-katolska kyrkan men ville behålla en del av sina anglikanska traditioner.